# Маслаков, Григорий Савельевич
Григо́рий Саве́льевич Маслако́в, "Маслак" (1877—1921) — военный деятель, участник Гражданской войны.

## Биография
Григорий Савельевич Маслаков родился 12  марта  1877  г.  в  крестьянской  семье  в  слободе  Маныч-Балабинской, станицы  Багаевской,  Черкасского  округа  Области  войска  Донского. Начальное образование получил «самое ничтожное», вместе с родителями был наемным работником.
В  1899  г.  Григорий  был  призван  в  армию,  служил  в  артиллерии, дослужился до чина фейерверкера. В 1901 г. был произведен в вахмистры и  в  этом  чине  уволился  в  запас.  С  началом  Первой  мировой  войны был  мобилизован  в  артиллерию,  всю  войну  находился  на  фронте.
Принимал «самое горячее участие» в революционном движении. После демобилизации вернулся на Дон.

### На стороне красных
В  феврале  1918  г.  Маслаков  создал  краснопартизанский  отряд  в Сальском округе, во главе которого воевал против белоказаков атаманов П.Х. Попова и П.Н. Краснова. В мае того же года маслаковские партизаны присоединились к отряду Думенко. В сформированной вскоре бригаде бывший  вахмистр  стал  командиром  эскадрона,  затем  командовал  1-м кавалерийским  полком.  В  марте  1919  г.  за  боевые  заслуги  Маслаков вместе с начальником дивизии Думенко и командиром бригады Буденным был  награжден  орденом  Красного  Знамени.  Всего  же  Маслаков имел  два  ордена  Красного  Знамени.  Командуя  полком,  он  снискал симпатию красноармейцев всей бригады. За умелое руководство полком и  за  «проявленную  энергию  в  военном  деле»  Маслаков  в  июне  1919  г. был  назначен  командиром  1-й  отдельной  бригады  4-й  кавалерийской дивизии.
Также Маслаков непродолжительное время командовал 1 конным корпусом. Кроме того, Григорий Маслаков при участии Бориса Думенко стал одним из основателей 1 Конной армии. В начале 1920 года Григорий Маслаков принимает на себя командование 14 Майкопской кавалерийской дивизией и в том же году становится членом РКП(б).
В ноябре 1920 года Маслаков принимает командование 4-й Петроградской кавалерийской дивизией, но в декабре был понижен до командира бригады в той же дивизии.
В составе 4 дивизии бригада Григория Маслакова участвовала в подавлении повстанцев под командованием Нестора Махно в Екатеринославской губернии. 

### Против красных
За отказ вести карательные акции против повстанцев в начале февраля 1921 года против Маслакова было возбуждено дело о контрреволюции с целью отдать его под суд революционного трибунала. Чтобы избежать наказания, Маслаков призвал свою бригаду и местное население выступить против большевиков и оказать поддержку повстанцам. 8 февраля Маслакову удалось уйти с частью бригады к Дону, где он присоединился к армии Нестора Махно.
Повстанцы громили революционные комитеты. За это время численность бригады Маслакова выросла до 5 тысяч человек за счёт казаков Дона и отряда Сизова. 11 февраля 1921 года Маслаков был объявлен «вне закона», так как «на почве пьянства и демагогии» увлек на мятеж значительную часть бойцов 19-го кавалерийского полка и «предал дело революции», как говорилось в приказе.
10 марта 1921 года Маслаков и Брова со своими отрядами с согласия Нестора Махно двинулись на Северный Кавказ, получив название «Кавказская Повстанческая армия махновцев». Надеясь убедить станичников из 1-й Конной Армии под командованием Будённого и 2-й Конной Армии под командованием Миронова перейти на сторону повстанцев, Маслаков вернулся в Ставропольский край. В марте Маслаков с боями прорвался на северо-восток к Царицыну и Астрахани.
Численность армии Маслакова колебалась в течение следующих 6 месяцев от 1 до 4 тысяч бойцов и вела бои в Калмыцких степях. Первые бои армия Маслакова вела в районе Малодербетского улуса в марте 1921 года и в начале апреля заняла Яшкуль, Чилгир, Улан Эрге и Бургун-Сала, а 29 апреля армия Маслакова заняла город Элиста. Уже в 1921 году армия Маслакова была полностью разгромлена Красной Армией. Маслаков и его соратник Брова были убиты амнистированными участниками отряда.

## Образ в литературе
Григорий Маслаков фигурирует под прозвищем Маслак в рассказе «Афонька Бида» в цикле рассказов «Конармия» (1923 год) советского писателя Исаака Бабеля. Тихий Дон - Шолохова.

## Образ в кино
Комбриг Маслаков появляется в 12-й (заключительной) серии сериала «Девять жизней Нестора Махно» (2007, режиссёр — Николай Каптан).
«Первая конная» — советский широкоформатный художественный фильм.